# José Antonio (canción)
«José Antonio» es uno de los principales tonderos compuesto por la cantautora Chabuca Granda. La canción está inspirado en José Antonio de Lavalle y García y hace reminiscencia a los antiguos caballos de paso.
José Antonio de Lavalle y García, nieto del diplomático José Antonio de Lavalle y de Mariana Pardo, hermana del presidente Manuel Pardo y Lavalle, era descendiente de los condes de Premio Real y de Casa Saavedra, y amigo personal de Chabuca Granda y de su padre, Eduardo Granda San Bartolomé, y se interesaba por criar y preservar al caballo peruano de paso. José A. de Lavalle murió el 17 de mayo de 1957 antes de que Chabuca Granda estrenara la canción, por esa razón la última parte dice: "José Antonio, José Antonio / ¿Por qué me dejaste aquí?...".
Fue popularizado en 1958 por el grupo Los Morochucos, quienes también cantaron otros temas de la autora.